# Пріска Джепту
Пріска Джепту  (англ. Priscah Jeptoo, 26 червня 1984) — кенійська легкоатлетка, олімпійська медалістка.

## Виступи на Олімпіадах
| Олімпіада   | Дисципліна       | Місце |
| ----------- | ---------------- | ----- |
| Лондон 2012 | марафонський біг | 2     |